# Hanimex SD-070 Couleur
L'Hanimex SD-070 Couleur est une des premières console de jeux vidéo de salon. Elle fonctionne à l'aide de cartouches. Fournie avec deux manettes comportant un joystick sans retour au centre et d'un bouton « poussoir », les options (vitesse lente ou rapide, amateur ou pro, service automatique) sont modifiables directement sur la console grâce à des interrupteurs. La cartouche fournie avec la console est multi-jeux, elle contient le jeu Pong, un jeu de foot, un jeu de hockey, un jeu de basket-ball et un jeu de tir. Un seul son était émis, un son strident de type réveil.